# SoftBank 920SH
SoftBank 920SH（ソフトバンク きゅうにまるエスエイチ）は、シャープが開発しソフトバンクモバイルが販売するW-CDMA通信方式の携帯電話端末。2007年11月17日発売。
通称は「AQUOSケータイ 4th MODEL」。
また、廉価版・普及モデルとして機能を絞り込んだSoftBank 822SHおよび、920SHをベースに株取引に特化したSoftBank 920SH YKについても、ここで解説する。

## 特徴
- AQUOSケータイ最大サイズ＆解像度となる、3.2インチフルワイドVGA (480×854)、26万色表示、コントラスト比 2000:1 のNewモバイルASV液晶を搭載 (920SH)。保護パネルとディスプレイを直接貼り合わせるリフレクトバリアパネルとなっており、2010年現在でもその発色や視認性はトップクラスを誇る。
- AQUOSケータイ前モデルの912SHから大幅に薄型・軽量化され、厚さ23 mmから18 mmに、重さ144 gから123 gになった。
- 920SHは、AQUOSケータイ初の国際ローミング対応端末となる。ソフトバンクモバイルとしてもワンセグと国際ローミングを共に搭載した初の端末となる。GPSは非搭載。
- 822SHは、8xxシリーズ初のAQUOSケータイである。なお、9xxの廉価版がリリースされるのも初となる。
- 912SHではステレオスピーカーが搭載されたものの、920SH・822SHでは共にモノラルスピーカーとなっている。また機能面でもサブディスプレイも小さくなり(3行96×39→2行60×32)、インカメラが廃止されたり（同時期発売のSH端末を含め）、テレビ出力が省略されたり、電池の容量が少なくなったり (1000 mAh→820 mAh) とコンパクト化や薄型化を考慮した故に、ハードウェア面では退行した部分も多い。
- 920SHは912SHと同じくパソコンでワンセグ動画を再生するためのSD-MobileIMpact V1.5を付属している。
- 920SH YKは、920SHをベースに株取引に特化させた端末で、「株ケータイ」の愛称もある。920SHにあるYahoo!ケータイへのアクセスボタンが株ボタンに変わっており、押すと株取引用アプリが起動してSBI証券を介して株取引が可能となる（Yahoo!ケータイへのアクセスは株ボタンの長押しで可能）。その他は920SHに順ずる。

## 主な機能・サービス
- ミュージックプレイヤー (Windows Media Audio対応)
- Bluetooth (920SH/920SH YKのみ対応)
- 赤外線通信 (IrDA)（高速赤外線 (IrSS/IrSimple) 対応）
- デルモジ表示
- マイ絵文字
- フィーリングメール
- カスタムスクリーン
- バイリンガル
- QRコード読み取り・作成
- ドキュメントビューア (Microsoft Word(.doc)・Microsoft Excel(.xls)・Microsoft PowerPoint(.ppt)・PDFデータ (.pdf) のみ。)
- 国際ローミング (920SH/920SH YKのみ対応)

| 主な対応サービス         | 主な対応サービス       | 主な対応サービス     | 主な対応サービス |
| ------------------------ | ---------------------- | -------------------- | ---------------- |
| S!一斉トーク             | S!ともだち状況         | Yahoo!mocoa          |                  |
| S!ループ                 | S!タウン               | S!速報ニュース       |                  |
| PCサイトブラウザ         | 電子コミック           | S!アプリ             |                  |
| 着うたフル／着うた       | デコレメール           | S!電話帳バックアップ |                  |
| S!FeliCa※                | S!ミュージックコネクト | S!GPSナビ            |                  |
| コンテンツおすすめメール | TVコール               | 世界対応ケータイ※    |                  |
| ワンセグ                 | 3G ハイスピード        | S!おなじみ操作       |                  |

※は920SH/920SH YKのみ対応。

## その他
- 920SHのメタルブラックはブラックよりダークブルー寄りの色合いである。
- レスポンスは概ね良好であるが、アレンジメールモードではレスポンスが悪くなる。
- この機種の明るさセンサーは直射日光下など非常に明るい場所ではバックライトを切るようにされており、屋外でディスプレイが非常に見にくくなるため、その点でユーザーから改善の声が挙がっている（現時点では明るさセンサーをoffにすれば改善できる）。
- 822SHでは920SHに比べ動画再生機能が劣っており、fps30の動画を再生するとコマ落ちする。
- 920SH YKのカラーラインアップはメタルブラック一色である。
- 同社が中国向けに販売しているSH9010Cは当機種と同じデザインである。

## 不具合
- 2008年7月29日 - 新着S!メールの受信操作をしないと、新着S!メールが表示されない場合がある不具合 (920SH)/(822SH)